# Tathiana Garbinová
Tathiana Garbinová (* 30. červen 1977 v Mestre, Itálie) je bývalá italská profesionální tenistka.
Ve své dosavadní kariéře vyhrála 1 turnaj WTA ve dvouhře a 8 turnajů ve čtyřhře.

## Finálové účasti na turnajích WTA (19)

### Dvouhra - výhry (1)
| Legenda               |
| Kategorie Tier IV (1) |

| Č. | Datum          | Turnaj             | Povrch | Soupeřka ve finále | Výsledek    |
| 1. | 23. duben 2000 | Budapešť, Maďarsko | antuka | Kristie Boogertová | 6-2, 7-6(4) |

### Dvouhra - prohry (4)
| Legenda                |
| Kategorie Tier III (1) |
| Kategorie Tier IV (3)  |

| Č. | Datum             | Turnaj           | Povrch | Vítězka              | Výsledek               |
| 1. | 13. únor 2000     | Bogotá, Kolumbie | antuka | Patricia Wartuschová | 4-6, 6-1, 6-4          |
| 2. | 17. červenec 2005 | Modena, Itálie   | antuka | Anna Smašnovová      | 6-6 skreč              |
| 3. | 23. červenec 2006 | Palermo, Itálie  | antuka | Anabel Medinová      | 6-4, 6-4               |
| 4. | 25. únor 2007     | Bogotá, Kolumbie | antuka | Roberta Vinciová     | 6-7(5), 6-4, 0-3 skreč |

### Čtyřhra - výhry (8)
| Legenda                |
| Kategorie Tier III (2) |
| Kategorie Tier IV (1)  |
| Kategorie Tier V (5)   |

| Č. | Datum             | Turnaj              | Povrch | Partnerka           | Soupeřky ve finále                        | Výsledek      |
| 1. | 14. květen 2000   | Warszawa, Polsko    | antuka | Janette Husárová    | Anna Zaporožanová Iroda Tuliaganovová     | 6-3, 6-1      |
| 2. | 25. únor 2001     | Bogotá, Kolumbie    | antuka | Janette Husárová    | Paola Suárezová Laura Montalvová          | 6-4, 2-6, 6-4 |
| 3. | 22. duben 2001    | Budapešť, Maďarsko  | antuka | Janette Husárová    | Dragana Zaricová Zsofia Gubacsiová        | 6-1, 6-3      |
| 4. | 15. červenec 2001 | Palermo, Itálie     | antuka | Janette Husárová    | Anabel Medinová María J. M. Sánchezová    | 4-6, 6-2, 6-4 |
| 5. | 13. leden 2002    | Hobart, Austrálie   | tvrdý  | Rita Grandeová      | Christina Wheelerová Catherine Barclayová | 6-2, 7-6(3)   |
| 6. | 5. květen 2002    | Bol, Chorvatsko     | antuka | Angelique Widjajová | Henrieta Nagyová Jelena Bovinová          | 7-5, 3-6, 6-4 |
| 7. | 12. leden 2003    | Canberra, Austrálie | tvrdý  | Émilie Loitová      | Dinara Safinová Daniela Bedáňová          | 6-3, 3-6, 6-4 |
| 8. | 15. leden 2005    | Canberra, Austrálie | tvrdý  | Tina Križanová      | Michaela Paštiková Gabriela Navrátilová   | 7-5, 1-6, 6-4 |

### Čtyřhra - prohry (6)
| Legenda                     |
| Kategorie Tier I (2)        |
| Kategorie Tier II (1)       |
| Kategorie Tier IV (1)       |
| Kategorie Premier (1)       |
| Kategorie International (1) |

| Č. | Datum             | Turnaj               | Povrch | Partnerka          | Vítězky                               | Výsledek       |
| 1. | 14. červenec 2002 | Brusel, Belgie       | antuka | Arantxa Sánchezová | Jasmin Wöhrová Barbara Schwartzová    | 6-2, 0-6, 6-4  |
| 2. | 24. srpen 2002    | New Haven, USA       | tvrdý  | Janette Husárová   | Arantxa Sánchezová Daniela Hantuchová | 6-3, 1-6, 7-5  |
| 3. | 13. květen 2007   | Berlín, Německo      | antuka | Roberta Vinciová   | Samantha Stosurová Lisa Raymondová    | 6-3, 6-4       |
| 4. | 20. květen 2007   | Řím, Itálie          | antuka | Roberta Vinciová   | Mara Santangelová Nathalie Dechyová   | 6-4, 6-1       |
| 5. | 15. leden 2010    | Sydney, Austrálie    | tvrdý  | Naďa Petrovová     | Cara Blacková Liezel Huberová         | 6-1, 3-6, 10-3 |
| 6. | 17. duben 2010    | Barcelona, Španělsko | antuka | Timea Bacsinszká   | Sara Erraniová Roberta Vinciová       | 6-1, 3-6, 10-2 |

## Fed Cup
Tathiana Garbinová se zúčastnila 11 zápasů týmového Fed Cupu za tým Itálie s bilancí 4-3 ve dvouhře a 2-4 ve čtyřhře.

## Postavení na žebříčku WTA na konci sezóny

### Dvouhra
| Rok    | 1994 | 1995   | 1996   | 1997   | 1998   | 1999   | 2000  | 2001  | 2002  | 2003  | 2004  | 2005  | 2006  | 2007  | 2008  | 2009  |
| Pořadí | 926. | ▲ 709. | ▲ 543. | ▲ 206. | ▲ 152. | ▲ 117. | ▲ 40. | ▼ 89. | ▲ 72. | ▼ 84. | ▲ 58. | ▼ 86. | ▲ 40. | ▲ 37. | ▼ 57. | ▼ 59. |

### Čtyřhra
| Rok    | 2001 | 2002  | 2003  | 2004  | 2005  | 2006  | 2007  | 2008   | 2009  |
| Pořadí | 44.  | ▲ 42. | ▼ 51. | ▼ 81. | ▲ 42. | ▼ 63. | ▲ 33. | ▼ 128. | ▲ 63. |